# Un caso d'incoscienza
Un caso d'incoscienza és un telefilm italià del 1985 dirigida per Emidio Greco.

## Trama
Erik Sander, un ric industrial suec de començaments de la dècada del 1930, desapareix misteriosament després d'un creuer. Anderson, un periodista, comença a investigar l'esdeveniment.

## Repartiment
- Erland Josephson: Erik Sander
- Brigitte Fossey: Elisabeth
- Rüdiger Vogler: Anderson
- John Steiner: Milton Tennyson
- Claudio Cassinelli: Manlio Crivelli
- Margaret Mazzantini: Helga
- Graziano Giusti: Gentiluomo
- Roberto Bisacco: George
- William Berger: Stover
- Giuliana Calandra: Colette